# Scrooge, or, Marley's Ghost
Scrooge, or, Marley's Ghost è un cortometraggio muto del 1901 diretto da Walter R. Booth e prodotto da Robert W. Paul.
È il primo adattamento cinematografico del romanzo Canto di Natale di Charles Dickens (1843). Il successo del romanzo aveva prodotto fin da subito numerosi adattamenti teatrali. Il film segue da vicino il lavoro di J.C. Buckstone, Scrooge, che aveva esordito a Londra il 3 ottobre 1901 al Vaudeville Theatre.

## Trama
È la vigilia di Natale. L'avaro Ebenezer Scrooge e il suo assistente Bob Cratchit finiscono il loro lavoro in ufficio e vanno a casa. Quando Scrooge apre la porta di casa, vede il volto del fantasma di Marley nel batacchio della porta. Indossato il suo vestito da notte, mangia la sua cena e si addormenta al tavolo. Il fantasma di Marly mostra a Scrooge una visione di se stesso a Natale nel passato. Poi il fantasma lo accompagna al Natale attuale e alle case e alle famiglie del suo assistente Bob Cratchit e del nipote Fred. Scrooge vede Bob e Fred bere alla sua salute in sua assenza. Finalmente il fantasma mostra a Scrooge il Natale che potrebbe essere. Qui Scrooge deve affrontare la propria tomba e la morte di Tiny Tim. Di fronte a questo Scrooge rimpiange la sua insensibilità e il suo egoismo e giura d'ora in poi di cambiar vita.

## Produzione
Il film fu prodotto nel Regno Unito da Paul's Animatograph Works.

## Distribuzione
Il film uscì nelle sale cinematografiche britanniche nel novembre 1901, distribuito da Robert W. Paul.
Una buona parte del film è sopravvissuta, resa disponibile anche in DVD nel 2007 dalla BFI Video.